# Felizes para Sempre?
Felizes para Sempre? é uma minissérie brasileira produzida pela O2 Filmes e exibida pela TV Globo de 26 de janeiro a 6 de fevereiro de 2015, em 10 capítulos. 
Releitura da minissérie Quem Ama não Mata de Euclydes Marinho; foi escrita pelo mesmo autor, com colaboração de Ângela Carneiro, Denise Bandeira, Márcia Prates e Bia Corrêa do Lago. A direção ficou a cargo de Luciano Moura, Rodrigo Meirelles, Paulo Morelli e direção geral de Fernando Meirelles.
Contou com Maria Fernanda Cândido, Enrique Díaz, João Baldasserini, Caroline Abras, João Miguel, Adriana Esteves, Cássia Kis, Perfeito Fortuna, Selma Egrei e Paolla Oliveira nos papéis principais.

## Enredo
A minissérie retrata os dilemas de cinco casais de uma mesma família. Marília (Maria Fernanda Cândido) é uma restauradora de arte, sofisticada e elegante, casada com Cláudio (Enrique Díaz), vivendo socialmente um casamento perfeito, mas, em casa, muito mal se falam. Desde a morte do filho, acontecimento trágico que ocorreu há mais de dez anos, quando o menino de cinco anos morreu afogado na piscina da casa, Marília vive um casamento decadente. Amargurada e infeliz, não aceitou a morte do filho e ficou frustrada, pois não conseguiu mais engravidar. Com os anos, passou a se sentir feia, gorda e velha, pois o marido não a procura mais na cama, e se atormenta diariamente ao imaginá-lo com outras na rua. Disposta a reacender a paixão, faz terapia, e o marido reluta a acompanhá-la. Quando decide ir, ele revela para a esposa e a terapeuta a vontade de fazer um ménage à trois. Marília fica chocada e é contra, mas ele a convence. Com isso, Cláudio entra num site de prostitutas de luxo e contrata a garota de programa bissexual Denise (Paolla Oliveira), mais conhecida pelo apelido Danny Bond. Marília não consegue participar do ménage e o marido fica furioso. Denise não se dá por vencida, não aceita uma recusa,  e passa a se infiltrar na vida de Cláudio, querendo dinheiro. Ela mudará a vida do casal completamente ao se envolver com a restauradora Marília, que após muito sofrer e se enganar, tentando renegar suas inclinações sexuais e manter de pé um casamento falido, decide se abrir para uma nova possibilidade de sentir prazer e ser feliz. Com o tempo, Danny se descobre totalmente apaixonada por ela, querendo que ela largue o marido para ficarem juntas, o que deixa Marília muito tentada de aceitar, mas fica em dúvida. Danny também se envolve com o marido dela, vendendo seu corpo por euros, já que ele é um rico empresário e está completamente atraído pela jovem meretriz. Cláudio sempre traiu Marília com diversas mulheres, e Danny usa isso para tentar conquistar Marília, que mesmo sabendo ser traída, reluta em deixar um casamento de muitos anos e bem visto na sociedade por medo do que vão falar dela, e teme ser feliz. Ao mesmo tempo que Danny vai para cama com o casal sem nenhum deles saber dessa traição, ela sai com outros clientes, mas em sua vida privada, está em um relacionamento estável com Daniela (Martha Nowill), com quem mora junto. Daniela nem imagina que Danny é uma garota de programa de luxo, achando que tem uma parceira fiel e dedicada.
O engenheiro Hugo (João Miguel), irmão de Cláudio, tem um casamento sólido com a cirurgiã plástica Tânia (Adriana Esteves), mas o casamento começa a ruir quando o engenheiro perde o emprego na empresa de Cláudio e se envolve com álcool e drogas, e descobre ser estéril, pondo em dúvida a paternidade do filho, Júnior (Matheus Fagundes), e suspeitando que Cláudio teve um caso com sua esposa e é o verdadeiro pai de seu filho. Tânia viverá um inferno com as acusações de infidelidade feitas pelo marido e lutará para recuperá-lo da decadência moral.
O irmão caçula, Joel (João Baldasserini), surpreende a família, quando anuncia amigavelmente o fim da relação com Susana (Carol Abras), mas acaba descobrindo que a moça o traía desde quando namoravam e continua se relacionando com Buza (Rodrigo dos Santos). Joel passa a persegui-la, desistindo da separação e querendo vingança.
Por fim, há a professora de sociologia Norma (Selma Egrei) e o ex-delegado Dionísio (Perfeito Fortuna), pais de Cláudio, Hugo e Joel, que estão juntos há mais de 40 anos, porém quando o ex-delegado reencontra Olga (Cássia Kis Magro), uma ex-namorada; e Norma descobre ser objeto de desejo de Guilherme (Antonio Saboia), rapaz bem mais jovem e seu colega de trabalho, a vida de ambos passa por uma grande transformação, que o farão olhar o próprio casamento de outra forma, passando a refletir mais sobre o que realmente sentem e querem.

### Assassino e Assassinato
No site da série,  o autor da série revelou que 1 pessoa iria matar e a outra morrer. Ele citou 10 personagens; Marília, Cláudio,  Denise, Hugo, Tânia, Norma, Dionísio, Buza, Joel e Susana. Dentre eles teve uma votação no jogo Felizes para Sempre? No Ar, no portal gshow. No final da noite do dia do último capítulo,  a votação chegou ao fim com 26% de Cláudio para matar e 40% de Cláudio para morrer. No fim, a série terminou com a morte de Denise, com Cláudio e Marília suspeitos pelo crime.

## Elenco
| Interprete             | Personagem                           |
| ---------------------- | ------------------------------------ |
| Maria Fernanda Cândido | Marília Vieira Drummond / Samanta    |
| Paolla Oliveira        | Denise Miranda (Danny Bond) / Simone |
| Enrique Díaz           | Cláudio Drummond / Hélio             |
| João Baldasserini      | Joel Drummond                        |
| Caroline Abras         | Susana Drummond                      |
| João Miguel            | Hugo Drummond                        |
| Adriana Esteves        | Tânia Drummond                       |
| Selma Egrei            | Norma Drummond                       |
| Perfeito Fortuna       | Dionísio Drummond                    |
| Cássia Kis             | Olga Fernandes                       |
| Rodrigo dos Santos     | Alberto (Buza)                       |
| Martha Nowill          | Daniela                              |
| Sílvia Lourenço        | Mayra                                |
| Antonio Saboia         | Guilherme                            |
| Matheus Fagundes       | Hugo Drummond Júnior (Júnior)        |

### Participações Especiais
| Interprete             | Personagem       |
| ---------------------- | ---------------- |
| Bruno Giordano         | David Rondinelli |
| Christiana Ubach       | Ludmila          |
| Bel Kowarick           | Drª. Fernanda    |
| Gero Camilo            | Carlos Pavão     |
| Mariana Loureiro       | Telma            |
| Carlos Meceni          | Dr. Bastos       |
| Luciléia Lopes P Felix | Figuração        |
| Cláudia Alencar        | Alice Rondinelli |
| Fafá Rennó             | Virna            |
| Teca Pereira           | Soraia           |
| Rodrigo Matheus        | Executivo        |
| Ghilherme Lobo         | Dionísio (jovem) |
| Julia Bernat           | Olga (jovem)     |

### Galeria

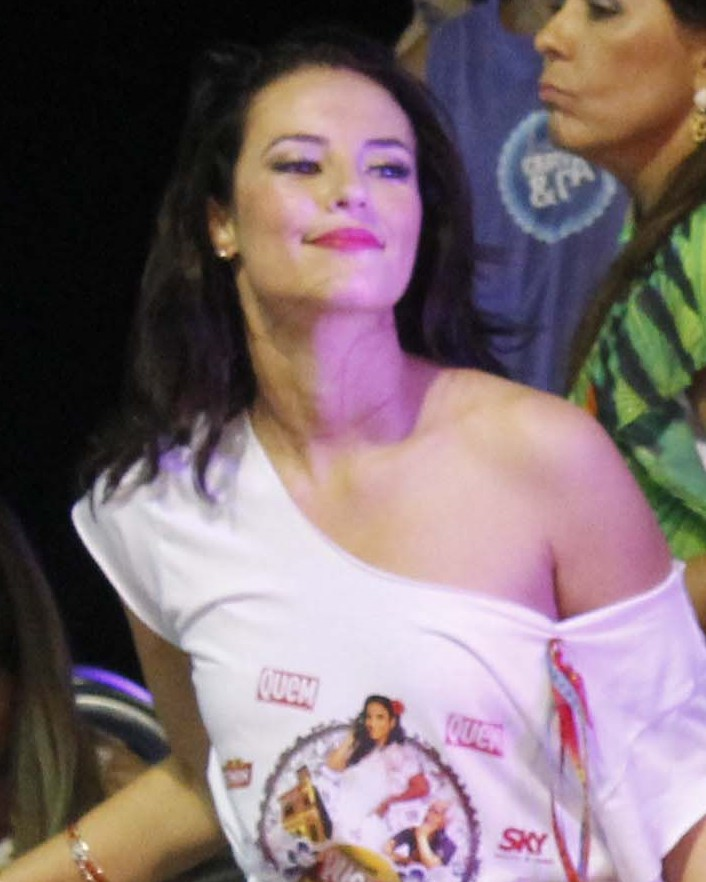
Paolla Oliveira Denise
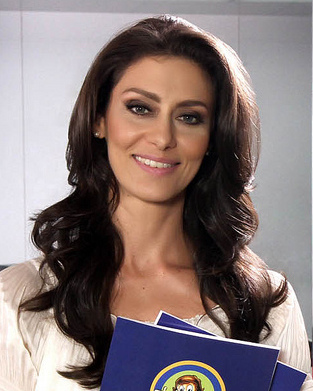
Maria Fernanda Cândido Marília
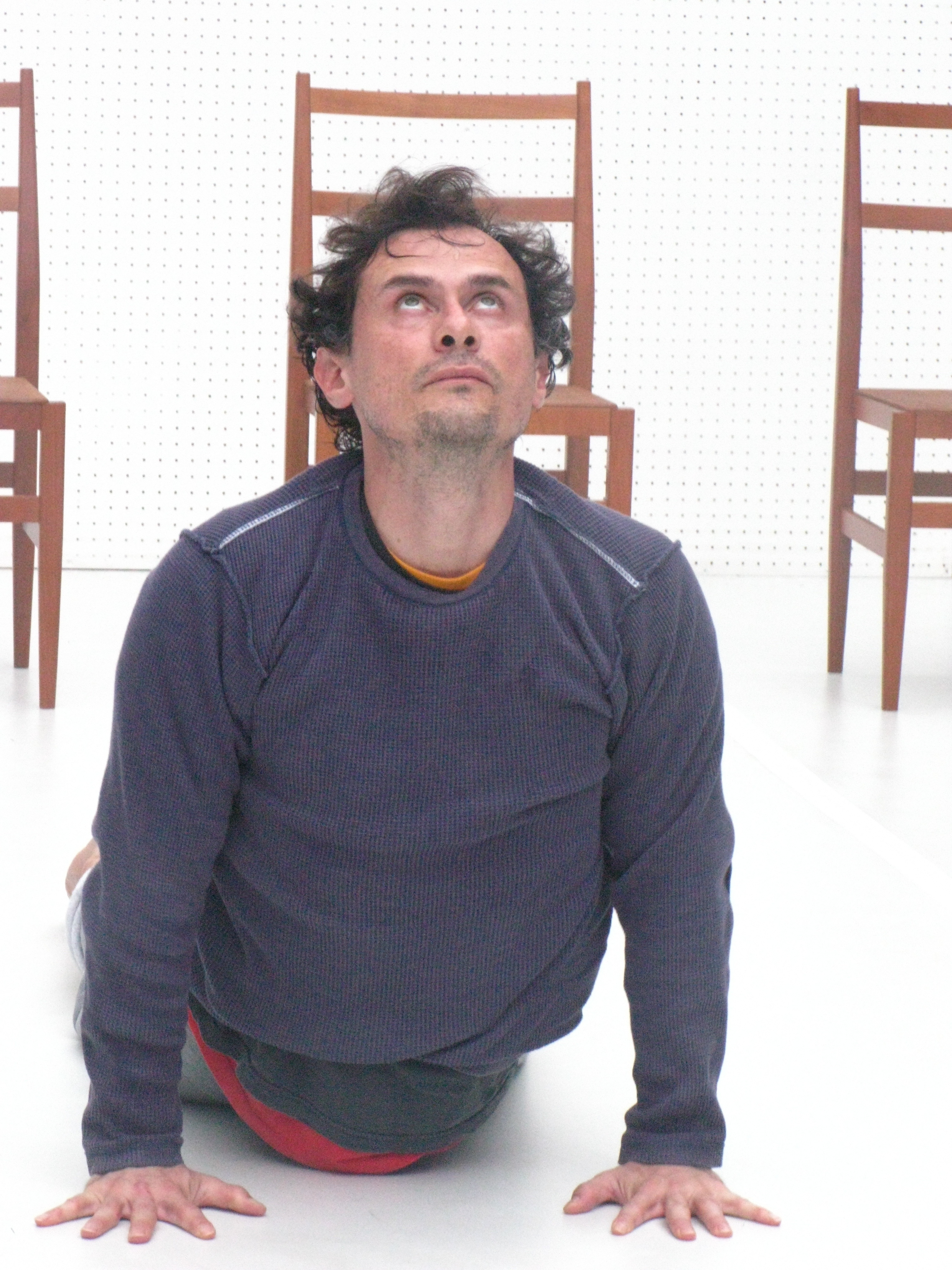
Enrique Díaz Claudio
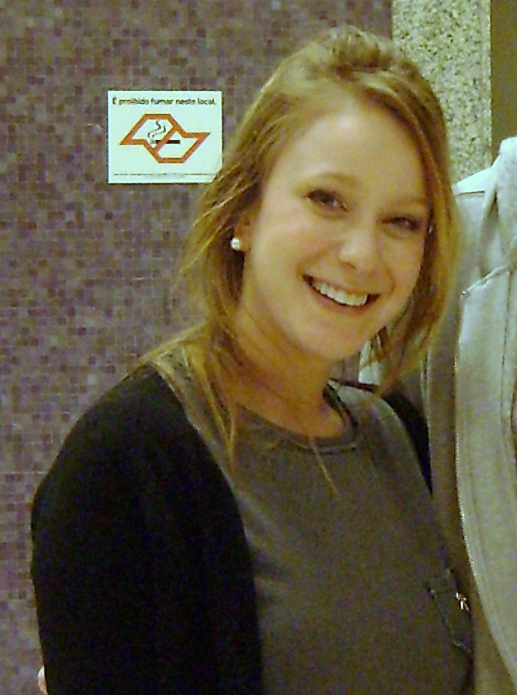
Caroline Abras Susana
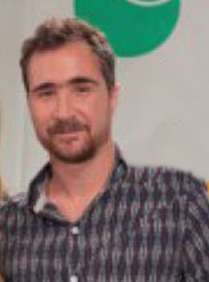
João Miguel Hugo
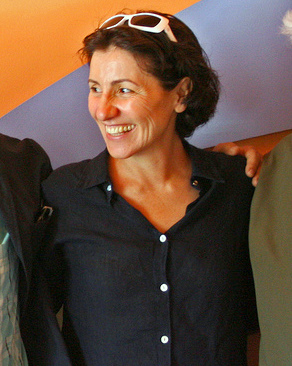
Cássia Kis Magro Olga
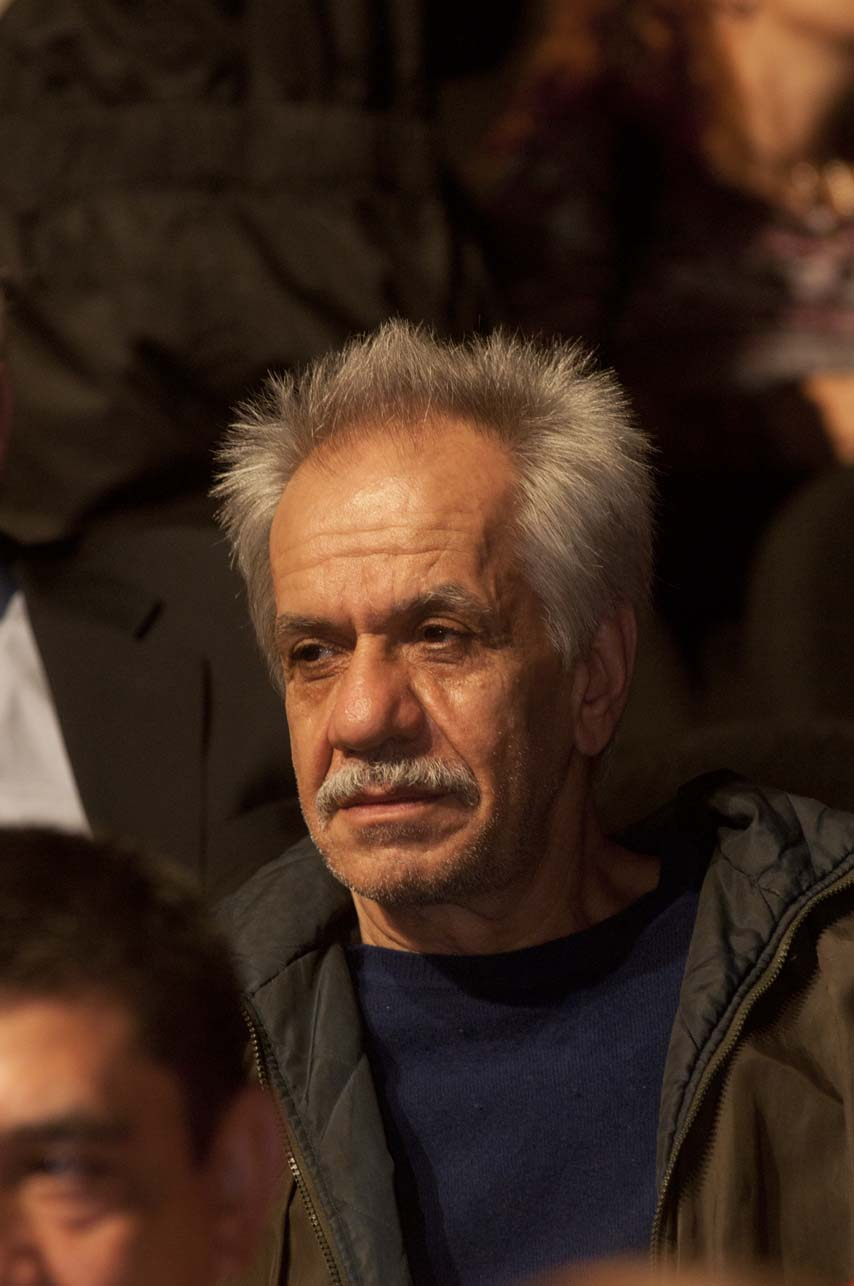
Perfeito Fortuna Dionísio
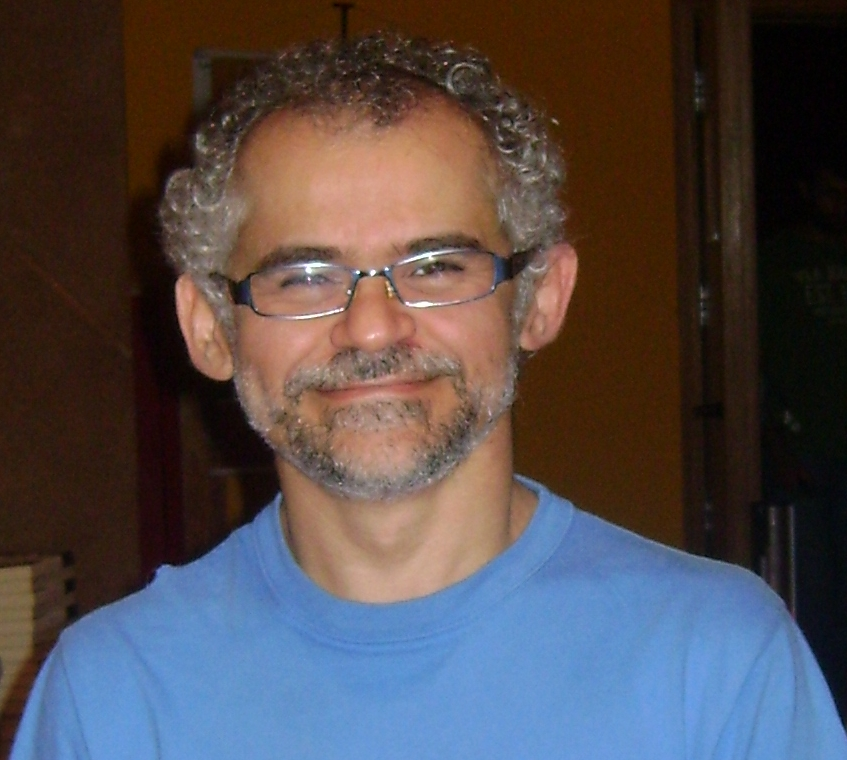
Gero Camilo Recepcionista

## Produção
Euclydes Marinho pretendia ambientar a trama em Niterói, mas o diretor Fernando Meirelles convenceu o autor a mudar para Brasília. Na Capital Federal, foram gravadas cenas em locações como o Jardim Botânico, Parque da Cidade, Universidade de Brasília, Praça dos Cristais, Palácio Itamaraty, Palácio da Alvorada e Palácio da Justiça. Outra locação foi a Chapada dos Veadeiros. O Senado permitiu filmar em sua seção do Congresso Nacional, em contraste a um veto da Câmara dos Deputados. A locação para o consultório de Tânia, é a casa do banqueiro Edemar Cid Ferreira avaliada em R$ 180 milhões. Como uma homenagem aos atores da primeira versão que também fez bastante sucesso, Euclydes Marinho nomeou os personagens de acordo com o ator que o interpretou na primeira versão da história (Os principais por exemplo: Maria Fernanda Cândido como "Marília" de Marília Pera, Enrique Diaz como Cláudio de Cláudio Marzo, Paolla Oliveira como "Denise" de Denise Dumont, João Miguel como "Hugo" de Hugo Carvana, Adriana Esteves como "Tânia" de Tânia Scher, Selma Egrei como "Norma" de Norma Geraldy, Perfeito Fortuna como "Dionísio" de Dionísio Azevedo, Rodrigo dos Santos como "Buza" de Buza Ferraz e Caroline Abras como "Susana" de Susana Vieira).

## Audiência e Repercussão

### Audiência
A série começou com alta audiência com 17,0 pontos, seu segundo capítulo abaixo um pouco de audiência 16,4 pontos, já seu terceiro capítulo aumentou com 16,7, o quarto capítulo aumentou 17,3 de pontos, em seu quinto capítulo abaixou com 16,3, em sexto capítulo bateu a audiência com 19,6, seu sétimo capítulo teve uma queda com 16,6 pontos, em seu oitavo capítulo teve a maior queda de uma série 13,9 pontos, seu penúltimo capítulo aumentou com 16,6 pontos, seu último capítulo teve uma audiência tão alta com o desfecho da morte de Danny Bond e registrou 19,4. Teve média geral de 17,0.
| Episódios                        | Audiência [1] | Fonte         |
| -------------------------------- | ------------- | ------------- |
| Onde Colocar o Desejo?           | 17,0 pontos   | [ 52 ] [ 53 ] |
| Vale a Pena Sofrer por Amor?     | 16,4 pontos   | [ 54 ] [ 55 ] |
| Adianta Negar?                   | 16,7 pontos   | [ 56 ] [ 57 ] |
| Quem Precisa Desse Amor?         | 17,3 pontos   | [ 58 ]        |
| Aqui se Faz Aqui se Paga?        | 16,4 pontos   | [ 59 ]        |
| O Passado nos Condena?           | 19,6 pontos   | [ 60 ]        |
| Filhos, Melhor Não Tê-los?       | 16,6 pontos   | [ 61 ]        |
| Quem Ama Não Trai?               | 13,9 pontos   | [ 62 ]        |
| Afinal, o Crime Compensa ou Não? | 16,6 pontos   | [ 63 ]        |
| Quem Ama Não Mata?               | 19,4 pontos   | [ 64 ]        |
| Média Geral                      | 17,0 pontos   |               |

1 Audiência referente a Grande São Paulo, onde cada ponto equivale a 67 mil domicílios.

### Repercussão
Em cenas do segundo e terceiro capítulo, cenas sensuais da atriz Paolla Oliveira mostrando as nádegas e os seios respectivamente, geraram grande repercussão junto ao público. Como resultado, o nome da atriz foi o termo mais procurado do Google no Brasil, no dia 29 de janeiro de 2015. A cena tomou conta da internet brasileira nos últimos dias, fazendo o nome da atriz ficar entre os assuntos mais comentados no Twitter.
Após a exibição do primeiro capítulo, pelas rede sociais, telespectadores apontaram plágio por parte do diretor Fernando Meirelles, do filme Anticristo, do cineasta Lars von Trier; que disse ter feito referência não só ao filme citado, como outros. Também houve cortes em cenas consideradas sensuais pela emissora.
O final deixou os telespectadores confusos, pois não foi revelado quem matou Danny Bond.

## Recepção
A série recebeu críticas mistas em seu primeiro episódio, para Nilson Xavier do UOL, Felizes Para Sempre? estreou "com um texto afiadíssimo, provocativo e divertido. Um moderno diferencial." Para Mauricio Stycer, a série mostrou "mais clichês do que surpresas na estreia."
Raphael Scire do Notícias da TV, escreveu "Com fotografia bem destacada Felizes Para Sempre? não pesa a mão na direção cinematográfica (Fernando Meirelles), e o texto assume papel central. O único porém é o horário de exibição um pouco ingrato, mas que, por outro lado, permite tocar em temas mais espinhosos."
Para o colunista do jornal Folha de S.Paulo, Renato Kramer "(...) com um elenco de primeira linha, a minissérie Felizes Para Sempre? conta com um roteiro rico em suspense envolto num certo desnudamento das relações: paixão, romance, traição e desejo são os ingredientes infalíveis para prender a atenção do telespectador. Tudo com o tratamento cinematográfico impecável dado pelas mãos hábeis do diretor Fernando Meirelles. Vale acompanhar."
A jornalista do jornal O Globo, Patrícia Kogut elogiou a minissérie que segundo ela, "impressionou pelas cenas de nudez, pela fotografia elegante e pelas atuações impecáveis do elenco como um todo."
Em analise do último episódio da minissérie, Raphael Scire do Notícias da TV apontou que "Felizes para Sempre? acumula falhas, mas tem fim surpreendente (...) caprichado, o roteiro não apresentou nada novo em termos de dramaturgia, mas soube aproveitar o potencial dramático de casais infelizes e de lares em que a disfuncionalidade familiar reinava imperiosa. Diálogos adultos, fortes e apropriados (ora densos, ora bem humorados) contribuíram para a construção dessa atmosfera íntima inquietante."
Nirlando Beirão escreveu para a CartaCapital que "Felizes Para Sempre? trouxe Euclydes Marinho de volta à sua melhor inspiração, com contorções dramatúrgicas sublinhadas pela lente e pela luz de Fernando Meirelles, ainda inumes ao déjà vu da televisão. O mesmo Euclydes Marinho que acertou a mão em Quem Ama Não Mata (de 1982), em cuja fonte Felizes Para Sempre? claramente bebeu."

### Prêmios e indicações
| Ano  | Prêmio                    | Categoria                          | Indicado               | Resultado | Ref.          |
| ---- | ------------------------- | ---------------------------------- | ---------------------- | --------- | ------------- |
| 2015 | Prêmio Contigo! de TV     | Melhor Série ou Minissérie         | Euclydes Marinho       | Venceu    | [ 89 ] [ 90 ] |
| 2015 | Prêmio Contigo! de TV     | Melhor Ator de Série e Minissérie  | Enrique Diaz           | Indicado  | [ 89 ] [ 90 ] |
| 2015 | Prêmio Contigo! de TV     | Melhor Ator de Série e Minissérie  | João Miguel            | Indicado  | [ 89 ] [ 90 ] |
| 2015 | Prêmio Contigo! de TV     | Melhor Atriz de Série e Minissérie | Adriana Esteves        | Indicada  | [ 89 ] [ 90 ] |
| 2015 | Prêmio Contigo! de TV     | Melhor Atriz de Série e Minissérie | Cássia Kis Magro       | Indicada  | [ 89 ] [ 90 ] |
| 2015 | Prêmio Contigo! de TV     | Melhor Atriz de Série e Minissérie | Maria Fernanda Cândido | Indicada  | [ 89 ] [ 90 ] |
| 2015 | Prêmio Contigo! de TV     | Melhor Atriz de Série e Minissérie | Paolla Oliveira        | Venceu    | [ 89 ] [ 90 ] |
| 2015 | Prêmio Extra de Televisão | Melhor Série                       | Euclydes Marinho       | Venceu    |               |
| 2015 | Prêmio Extra de Televisão | Melhor Ator                        | Enrique Diaz           | Indicado  |               |
| 2015 | Prêmio Extra de Televisão | Melhor Atriz                       | Paolla Oliveira        | Indicada  |               |
| 2015 | Prêmio Extra de Televisão | Melhor Ator Coadjuvante            | João Miguel            | Indicado  |               |
| 2015 | Prêmio Extra de Televisão | Melhor Revelação Masculina         | João Baldasserini      | Indicado  |               |
| 2015 | Troféu APCA               | Melhor Série                       | Euclydes Marinho       | Indicado  | [ 91 ]        |
| 2015 | Troféu APCA               | Melhor Diretor                     | Fernando Meirelles     | Indicado  | [ 91 ]        |
| 2015 | Melhores do Ano           | Melhor Ator de Série e Minissérie  | Enrique Diaz           | Indicado  | [ 92 ]        |
| 2015 | Melhores do Ano           | Melhor Atriz de Série e Minissérie | Paolla Oliveira        | Venceu    | [ 92 ]        |

## Exibição
| País                 | Canal         | Título local         | Estreia                 | Final                   | Horário semanal   | Hora  | Ref    |
| -------------------- | ------------- | -------------------- | ----------------------- | ----------------------- | ----------------- | ----- | ------ |
| Brasil               | Rede Globo    | Felizes para Sempre? | 26 de janeiro de 2015   | 6 de fevereiro de 2015  | Segunda a Sexta   | 23:00 | [ 93 ] |
| Portugal             | Globo Premium | Felizes para Sempre? | 2 de fevereiro de 2015  | 11 de fevereiro de 2015 | Segunda a Domingo | 21:00 | [ 94 ] |
| Peru                 | ATV           | ¿Final Feliz?        | 27 de março de 2017     | 3 de abril de 2017      | Segunda a Sexta   | 22:00 | [ 95 ] |
| Honduras             | VTV           | ¿Final Feliz?        | 8 de agosto de 2017     | 17 de agosto de 2017    | Segunda a Sexta   | 22:00 | [ 96 ] |
| Uruguai              | Teledoce      | ¿Final Feliz?        | 26 de março de 2019     | 4 de abril de 2019      | Terça a Quinta    | 22:15 | [ 97 ] |
| República Dominicana | Tele Antillas | ¿Final Feliz?        | 22 de fevereiro de 2021 | 3 de março de 2021      | Segunda a Sexta   | 22:00 |        |